# كلية ورسستر
كلية ورسستر هي إحدى الكليات المكونة لجامعة أكسفورد في إنجلترا. تأسست الكلية في عام 1714 على يد السير توماس كوكيز البارون الثاني لنورغروف (1648-1701)، تبنت الكلية شعار النبالة الخاص به. كانت سلفها، كلية جلوستر، مؤسسة تعليمية في نفس الموقع منذ أواخر القرن الثالث عشر حتى حل الأديرة في عام 1539. تأسست كلية ورسستر كجامعة للرجال فقط، وبدأ الإناث في الالتحاق بالكلية منذ عام 1979. وكيل الكلية الحالي هو ديفيد إسحاق منذ 1 يوليو 2021.
من بين الخريجين البارزين في الكلية الإعلامي روبرت مردوخ، والمنتج التلفزيوني وكاتب السيناريو راسل ديفيز، قاضية المحكمة العليا الأمريكية إيلينا كاغان، والحاصل على ميدالية فيلدز سيمون دونالدسون، والروائي ريتشارد آدامز.